# 조이라이드 (DJ)
존 포드(영어: John Ford, 1985년 7월 24일)는 스테이지 네임 조이라이드(영어: JOYRYDE)로 유명한 잉글랜드의 DJ이자 프로듀서이다. 그리고 존 포드 (존 팬타즘이자 팬타즘 레코드의 소유자)의 아들로도 알려져있다.

## 초기 경력
아버지인 존 팬타즘 (그리고 결과적으로 어렸을 때 집에서 들렸던 음악)에서 영감을 받은 포드는 9살 때부터 스튜디오에서 자신만의 음악을 제작하기 시작했지만, 13살이 될 때까지는 DJ를 시작하지 않았다. 디제잉의 삶에 사로잡히게 된 포드는 15살이 될 때까지 스튜디오로 가지 않았는데, 그 때가 음악이 점점 더 기술적이게 되어가고 있기 때문에 다시 프로듀싱을 하는 부분으로 돌아가고 싶었다는 것이 그 이유였다. 그때서야 에스키모라는 이름으로 프로듀싱을 시작했다. 그리고 17살 때 첫 음반 Can You Pick Me Up을 발매하였다.
에스키모의 음악은 전 세계의 사이트랜스 DJ들이 사용하기 시작했다. 에스키모가 첫 라이브 세트를 공연했을 때, 레파토리는 세 배가 되어 있었다.
2004년 여름, 에스키모는 두 번째 음반 "Take A Look Out There"를 발매하였다.
2011년부터 2015년까지 포드는 "Manslaughter"와 "FTW" 등의 싱글을 낸 듀오 렛츠 비 프렌즈에서 활동하였다. 이후 조이라이드로 이름을 바꾼 후부터는 활동을 하고 있지 않다.

## 조이라이드
2015년부터 포드는 묵직한 베이스를 깐 하우스 음악을 조이라이드라는 예명을 사용하며 활동을 하였다. 그리고 "Flo"나 "Speed Trap"과 같은 곡을 무료 다운로드 할 수 있도록 하였다.
2016년, 조이라이드는 OWSLA와 계약을 맺었고, "Hot Drum"과 "Damn"을 같은 해에 발매, "I Ware House"와 "New Breed"를 2017년에 발매하였다. 2019년에는 하드 레코드로 레이블을 옮겼으며, 데뷔 LP인 《Brave》를 2020년에 발매하였다.

## 디스코그래피

### 에스키모로 발매한 정규 음반
- 2003: Can you Pick Me Up? (Phantasm Records)

- 2004: Take a Look Out There (Phantasm Records, Arcadia Music)
- 2005: Balloonatic Part One (Phantasm Records)
- 2006: Balloonatic Part Two (Phantasm Records)
- 2010: Cheap Thrills (Phantasm Records)

### 에스키모로 컬래버레이션한 음반
2005: Dynamo - Acid Daze (Eskimo vs Dynamic, Phantasm Records)
- 2007: Void - Music With More Muscle (Chemical Crew)
- 2010: Balloonatic Part Three
- 2010: The Megaband - Propaganda (4월 10일)[11]

### 렛츠 비 프렌드로 발표한 EP
- 2013: Lets Be Friends
- 2013: IOA

### 렛츠 비 프렌드로 발표한 싱글
- 2013: "Manslaughter" (VIP Mix)
- 2014: "FTW"

### 조이라이드로 발표한 정규 음반
- 3 April 2020: Brave (HARD Records)

### 차트에 진입한 싱글
| 제목                          | 연도 | 최고 순위                |
| 제목                          | 연도 | US 핫 댄스/일렉트로닉 송 |
| ----------------------------- | ---- | ------------------------ |
| "Agen Wida" (with 스크릴렉스) | 2018 | 35                       |

### 조이라이드로 발매한 싱글
- 2015년 3월 22일: "Kickin Off"[12]
- 2015년 4월 13일: "Hoodlum"[13]
- 2015년 4월 23일: "Mercy" (featuring Candi Staton)[14]
- 2015년 5월 11일: "Flo"[15]
- 2015년 7월 13일: "Speed Trap"[16]
- 2015년 9월 29일: "Give My Love"[17]
- 2015년 10월 20일: "Hari Kari"[18]
- 2015년 12월 8일: "Hoam"[19]
- 2016년 1월 12일: "Windows" (featuring Rick Ross)[20]
- 2016년 2월 15일: "Fuel Tank"[21]
- 2016년 5월 16일: "The Box"[22]
- 2016년 7월 20일: "Maximum King"[23]
- 2016년 11월 16일: "Hot Drum" (OWSLA)[24]
- 2016년 12월 5일: "Damn" (featuring Freddie Gibbs) (OWSLA)[25]
- 2017년 2월 22일: "I Ware House" (OWSLA)[26]
- 2017년 5월 5일: "New Breed" (featuring Darnell Williams) (OWSLA)[27] [[28]]
- 2019년 2월 22일: "I'm Gone" (Hard Records)
- 2019년 3월 22일: "Yuck" (featuring Gold) (Hard Records)
- 2019년 8월 23일: "Madden" (Hard Records)
- 2019년 10월 4일: "Selecta 19" (Hard Records)[29]

### 조이라이드로 발매한 리믹스
- 2015년 9월 15일: Jauz - "Feel The Volume" (Joyryde 'Stick It In Reverse' Mix)[30]
- 2016년 3월 25일: Destructo - "4 Real" (Joyryde 'Swurve' Mix)[31]